# スティーブ・アシェイム
スティーブ・アシェイム（Steve Asheim、1970年1月17日 - ）は、アメリカ合衆国のヘヴィメタルミュージシャン。デスメタルバンド・ディーサイドのドラマーとして著名。ディーサイドでは、作曲においても中心的な役割を担っている。アシェイムは、パール、パイステ、Vater、Axisとエンドーズ契約している。また、アシェイムは、銃のコレクターとしても著名で、ディーサイドのライヴDVD『When London Burns』で、そのコレクションを見ることができる。ドラムセットを担当することがほとんどであるが、ディーサイドの9thアルバム『Till Death Do Us Part』では、全曲リズムギターを担当し、一部ではリードギターも担当している。

## 略歴
1987年に、エイモンを、ブライアンとエリックのホフマン兄弟と共に結成。その後、グレン・ベントンが同バンドに加わり、1989年より、バンド名をディーサイドに変更して活動するようになる。以降、ディーサイドをメインバンドとして活動する。
ディーサイドの他には、Council of the Fallenにも参加。バンド名が、Order of Enneadに変更されてからも引き続き参加している。また、Evil Amidstにも加入したものの、デモ音源に参加した後に離脱している。

## ディスコグラフィー

### ディーサイド
アルバム
- 1990年 Deicide
- 1992年 Legion
- 1995年 Once upon the Cross
- 1997年 Serpents of the Light
- 2000年 Insineratehymn
- 2001年 In Torment in Hell
- 2004年 Scars of the Crucifix
- 2006年 The Stench of Redemption
- 2008年 Till Death Do Us Part
- 2011年 To Hell with God

ライヴ・アルバム
- 1998年 When Satan Lives
- 2010年 When London Burns 	Live album 	2010
- 2010年 Deicide (Live in Nottingham) 	Live album 	2010

コンピレーション
- 1993年 Amon: Feasting the Beast (エイモン時代のデモ音源を収録したコンピレーションアルバム)
- 2003年 The Best of Deicide

EP
- 2006年 The Stench of Redemption 666
- 2007年 Doomsday L.A.

DVD
- 2005年 When London Burns
- 2007年 Doomsday L.A.

### Order of Ennead
アルバム
2008年 Order of Ennead
2010年 An Examination of Being

### Evil Amidst
デモ
- 2009年 Of Ice and Skin (Demo)